# Brook Lopez
Brook Robert Lopez, född 1 april 1988 i North Hollywood, Los Angeles, är en amerikansk professionell basketspelare (center). Lopez är New Jersey / Brooklyn Nets främsta poänggörare genom tiderna med 10 444 gjorda poäng under 562 NBA-matcher (18,6 poäng per match).
Innan han blev proffs studerade Lopez, tillsammans med sin tvillingbror Robin Lopez, vid Stanford University och båda spelade för universitetets idrottsförening Stanford Cardinal.

## Lag
- New Jersey / Brooklyn Nets (2008–2017)
- Los Angeles Lakers (2017–2018)
- Milwaukee Bucks (2018–)